# Dundalk Football Club 2019
Questa voce raccoglie le informazioni riguardanti il Dundalk Football Club nelle competizioni ufficiali della stagione 2019.

## Stagione
- In Premier Division il Dundalk si classifica al primo posto (86 punti), vincendo il campionato per la 14ª volta.
- In FAI Cup perdono in finale contro gli Shamrock Rovers (1-1, 2-4 d.c.r.).
- In League of Ireland Cup battono in finale il Derry City e vincono per la 7ª volta la coppa.
- In Supercoppa d'Irlanda battono in finale il Cork City e vincono per la 2ª volta la coppa.
- In Leinster Senior Cup vengono eliminati agli ottavi di finale contro l'Athlone Town.
- In Champions League, dopo aver battuto i lettoni del Riga FC, sono eliminati al secondo turno di qualificazione dal Qarabağ (1-4 complessivo), passando al terzo turno di qualificazione di Europa League.
- In Europa League, vengono eliminati al terzo turno di qualificazione dallo Slovan Bratislava (1-4 complessivo).

## Maglie e sponsor
| Casa | Trasferta | Terza maglia |

## Rosa
| N. |                             | Ruolo | Calciatore       |
| -- | --------------------------- | ----- | ---------------- |
| 1  | Irlanda (bandiera)          | P     | Gary Rogers      |
| 2  | Irlanda (bandiera)          | D     | Seán Gannon      |
| 3  | Irlanda (bandiera)          | D     | Brian Gartland   |
| 4  | Irlanda (bandiera)          | D     | Seán Hoare       |
| 5  | Irlanda (bandiera)          | C     | Chris Shields    |
| 6  | Inghilterra (bandiera)      | C     | Jordan Flores    |
| 7  | Irlanda del Nord (bandiera) | C     | Michael Duffy    |
| 8  | Irlanda (bandiera)          | C     | John Mountney    |
| 9  | Irlanda (bandiera)          | A     | Patrick Hoban    |
| 10 | Irlanda (bandiera)          | C     | Jamie McGrath    |
| 11 | Irlanda (bandiera)          | C     | Patrick McEleney |
| 12 | Irlanda (bandiera)          | A     | Georgie Kelly    |
| 14 | Irlanda (bandiera)          | D     | Dane Massey      |

| N. |                             | Ruolo | Calciatore       |
| -- | --------------------------- | ----- | ---------------- |
| 15 | Irlanda (bandiera)          | D     | Stephen Folan    |
| 16 | Irlanda (bandiera)          | C     | Seán Murray      |
| 17 | Irlanda del Nord (bandiera) | D     | Cameron Dummigan |
| 18 | Irlanda (bandiera)          | C     | Robbie Benson    |
| 20 | Irlanda (bandiera)          | P     | Aaron McCarey    |
| 21 | Irlanda (bandiera)          | D     | Daniel Cleary    |
| 22 | Scozia (bandiera)           | C     | Joe McKee        |
| 27 | Irlanda (bandiera)          | C     | Daniel Kelly     |
| 28 | RD del Congo (bandiera)     | A     | Lido Lotefa      |
| 29 | Irlanda (bandiera)          | D     | Dylan Hand       |
| 30 | Irlanda (bandiera)          | P     | Ross Treacy      |
| 33 | Irlanda del Nord (bandiera) | D     | Dean Jarvis      |
| 44 | Irlanda (bandiera)          | D     | Andy Boyle       |